# Johannes Schmidt (biolog)
 Der er flere personer med dette navn, se Johannes Schmidt.
Ernst Johannes Schmidt (2. januar 1877 i Jægerspris – 21. februar 1933 i København) var en dansk biolog, naturforsker og leder af Carlsberg Laboratoriums fysiologiske afdeling fra 1910. Han var botaniker, men blev berømt for sine forsøg på at finde ålens gydeplads med Dana-ekspeditionerne (en) 1921–22 og 1928–30.
Han er begravet på Vestre Kirkegård i København.

## Hæder
- 1908: Ridder af Dannebrogordenen
- 1918: Medlem af Videnskabernes Selskab
- 1922: Dannebrogsmand
- 1923: Æresdoktor ved Liverpool Universitet
- 1930: Fortjenstmedaljen i sølv
- 1932: Kommandør af 2. grad af Dannebrog